# NGC 1506
NGC 1506 este o brightest cluster galaxy⁠(d) situată în constelația Peștele de Aur. A fost descoperită în 23 decembrie 1837 de către John Herschel.